# Vik Sahay
Vikram Sahay, detto Vik (Ottawa, ...), è un attore canadese, noto per il ruolo di Lester Patel, un membro del Nerd Herd nella serie TV Chuck della NBC, e Rama nella Roxy Hunter Saga.

## Biografia
Sahay è nato ad Ottawa da genitori indiani; frequentò la Canterbury High School of the Arts in Ottawa. Ha continuato a studiare spettacolo teatrale alla Montreal Concordia University. 
Ha imparato a eseguire danza classica indiana con il fratello Sidharth Sahay, con il quale è apparso nel 1979's You Can't Do That in televisione. Egli inoltre ha partecipato alla serie televisiva Radio Active. Sulla base di tale lavoro, è stato selezionato per comparire nel Our Hero Dalal Vidya, per il quale è stato nominato nel 2002 per un Canadian Comedy Award. Successivamente, ha anche interpretato l'avvocato Anil Sharma nella serie This is Wonderland, durante la seconda e terza stagione. Ha interpretato Lester Patel nella serie TV Chuck. Nel 2013 partecipa nel ruolo di Nichloas Vashum al secondo episodio della sesta stagione della serie TV The Mentalist. Ha anche interpretato nel 2017 il dottor Sanji Raju nella serie TV Grimm, nell'ottava puntata della sesta stagione. Sempre nel 2017 partecipa ad un episodio della serie TV Lucifer, nel terzo episodio della seconda stagione.
Sahay è apparso in film come Roxy Hunter e Il mistero dello Spirito Moody, Good Will Hunting, eXistenZ, Hollow Point, Rainbow, The Ride, Wings of Hope, The Rocker e Amal.

## Filmografia parziale

### Cinema
- Will Hunting - Genio ribelle (Good Will Hunting), regia di Gus Van Sant (1997)
- Fast Food High, regia di Nisha Ganatra (2003)
- Amal, regia di Richie Mehta (2007)
- The Rocker - Il batterista nudo (The Rocker), regia di Peter Cattaneo (2008)
- American Pie: Ancora insieme (American Reunion), regia di Jon Hurwitz e Hayden Schlossberg (2012)
- La metamorfosi del male (Wer), regia di William Brent Bell (2013)
- Captain Marvel, regia di Anna Boden e Ryan Fleck (2019)
- Piśāca (It Lives Inside), regia di Bishal Dutta (2023)

### Televisione
- Radio Active – serie TV, 26 episodi (1998-2001)
- Bones - serie TV, episodio 8x13 (2012)
- Chuck – serie TV, 91 episodi (2007-2012) - Lester Patel
- NCIS - Unità anticrimine (NCIS) – serie TV, episodio 10x14 (2013)
- The Mentalist - serie TV, episodio 6x02 (2013)
- Sean Saves the World - serie TV (2013-2014)
- X-Files (The X Files) – serie TV, episodio 10x02 (2016)
- Preacher - serie TV, episodio 2x02 (2017)
- Grimm - serie TV, episodio 6x08 (2017)
- Lucifer - serie TV, episodio 2x03 (2017)

## Doppiatori Italiani
Nelle versioni in italiano dei lavori in cui ha recitato, Vik Sahay è stato doppiato da:
- Federico Di Pofi in Chuck[2]
- Giorgio Borghetti in American Pie: Ancora insieme [3]
- Gianfranco Miranda in NCIS - Unità anticrimine[4]
- Emiliano Coltorti ne La metamorfosi del male[5]
- Guido Di Naccio in The Catch[6]
- Gabriele Sabatini in X-Files[7]
- Paolo Vivio in Lucifer[8]
- Giuliano Bonetto in Piśāca (It lives inside)